# Stilobezzia calcaris
Stilobezzia calcaris är en tvåvingeart som beskrevs av Tokunaga och Murachi 1959. Stilobezzia calcaris ingår i släktet Stilobezzia och familjen svidknott. Inga underarter finns listade i Catalogue of Life.